# 海南地黄连
海南地黄连（学名：Munronia hainanensis）为楝科地黄连属下的一个变种。其种加词“hainanensis”意为“海南的”。
现接受名为羽状地黄连（Munronia pinnata (Wall.) Harms, 1940）。